# Duccio Degli Innocenti
Pour les articles homonymes, voir Innocenti.
Duccio Degli Innocenti, né le 28 avril 2003 à Montevarchi, est un footballeur italien qui joue au poste de milieu défensif à l'Empoli FC.

## Biographie

### Carrière en club
Né à Montevarchi, en Italie, Duccio Degli Innocenti est formé par l'Empoli FC, où il commence sa carrière professionnelle en championnat d'Italie,.
Il joue son premier match avec l'équipe première du club le 6 août 2022, lors d'un match de Coppa Italia contre la SPAL.

### Carrière en sélection
Degli Innocenti a été appelé pour la première fois pour représenter l'Italie en septembre 2019, sélectionné avec les moins de 17 ans pour des matchs amicaux.
En septembre 2022, Duccio Degli Innocenti est convoqué pour la première fois avec l'équipe d'Italie des moins de 20 ans,,.
Il est convoqué avec l'équipe d'Italie des moins de 20 ans pour participer à la Coupe du monde des moins de 20 ans qui a lieu en mai et juin 2023. Après avoir éliminé l'Angleterre,, championne d'Europe en titre, puis la Colombie, l'Italie s'impose face à la Corée du Sud en demi-finale (2-1), pour atteindre l'ultime niveau de la compétition,.

## Palmarès
Italie -20 ans
- Coupe du monde
  - Finaliste en 2023